# Mitracarpus parvulus
Mitracarpus parvulus är en måreväxtart som beskrevs av Karl Moritz Schumann. Mitracarpus parvulus ingår i släktet Mitracarpus och familjen måreväxter. Inga underarter finns listade i Catalogue of Life.